# Parker (Florida)
Parker és una població dels Estats Units a l'estat de Florida. Segons el cens del 2000 tenia 4.623 habitants.

## Demografia
Segons el cens del 2000, Parker tenia 4.623 habitants, 1.991 habitatges, i 1.264 famílies. La densitat de població era de 920,1 habitants/km².
Dels 1.991 habitatges en un 26,9% hi vivien nens de menys de 18 anys, en un 47,9% hi vivien parelles casades, en un 11,3% dones solteres, i en un 36,5% no eren unitats familiars. En el 28,8% dels habitatges hi vivien persones soles el 8,8% de les quals corresponia a persones de 65 anys o més que vivien soles. El nombre mitjà de persones vivint en cada habitatge era de 2,32 i el nombre mitjà de persones que vivien en cada família era de 2,84.
Per edats la població es repartia de la següent manera: un 22,3% tenia menys de 18 anys, un 9,7% entre 18 i 24, un 29,7% entre 25 i 44, un 22,8% de 45 a 60 i un 15,5% 65 anys o més.
L'edat mediana era de 38 anys. Per cada 100 dones de 18 o més anys hi havia 98,5 homes.
La renda mediana per habitatge era de 35.813 $ i la renda mediana per família de 43.929 $. Els homes tenien una renda mediana de 28.455 $ mentre que les dones 21.205 $. La renda per capita de la població era de 18.660 $. Entorn del 10,1% de les famílies i el 12,2% de la població estaven per davall del llindar de pobresa.

## Poblacions més properes
El següent diagrama mostra les poblacions més properes.